# Alexei Alexejewitsch Bereglasow
Alexei Alexejewitsch Bereglasow (russisch Алексей Алексеевич Береглазов; englische Transkription: Alexei Alexeyevich Bereglazov; * 20. April 1994 in Magnitogorsk) ist ein russischer Eishockeyspieler, der seit Juni 2020 beim HK Awangard Omsk aus der Kontinentalen Hockey-Liga (KHL) unter Vertrag steht und dort auf der Position des Verteidigers spielt.

## Karriere
Alexei Bereglasow stammt aus der Nachwuchsabteilung von HK Metallurg Magnitogorsk, für die er in der Molodjoschnaja Chokkeinaja Liga (MHL) aktiv war. Am 23. Januar 2014 debütierte der Verteidiger in der Profimannschaft in der Kontinentalen Hockey-Liga (KHL).
Im April 2017 unterzeichnete Bereglasow einen auf zwei Jahre befristeten Einstiegsvertrag bei den New York Rangers aus der National Hockey League (NHL), kam zum Beginn der Saison 2017/18 aber lediglich bei deren Farmteam, dem Hartford Wolf Pack, in der American Hockey League zum Einsatz. Im November 2017 liehen die Rangers den Abwehrspieler an seinen Heimatklub in Magnitogorsk aus und verpflichteten ab dem Sommer 2018 wieder fest. Nach zwei Jahren bei Metallurg wurde der Verteidiger im Juni 2020 zum Ligakonkurrenten HK Awangard Omsk transferiert.

### International
Bereglasow vertrat sein Heimatland Russland im Juniorenbereich bei der U20-Weltmeisterschaft 2014. Dabei gewann er auf U20-Niveau eine Bronzemedaille mit der Sbornaja. Davor stand er im Kader bei U18-Weltmeisterschaft 2012, wo die sich Russen mit dem fünften Platz begnügen mussten.

## Erfolge und Auszeichnungen
- 2014 Bronzemedaille bei der U20-Weltmeisterschaft
- 2016 Gagarin-Pokal-Sieger mit dem HK Metallurg Magnitogorsk
- 2018 Teilnahme am KHL All-Star Game
- 2021 Gagarin-Pokal-Gewinn mit HK Awangard Omsk